# Arrondissement de Termonde
L'arrondissement de Termonde est un ancien arrondissement français du département de l'Escaut créé le 17 février 1800 et supprimé le 11 avril 1814.

## Composition
Il comprenait les cantons de Alost (deux cantons), Beveren, Hamme, Lokeren, Saint-Gilles-Waes, Saint-Nicolas, Tamise, Termonde, Wetteren et Zele.